# Ceallach Spellman
Ceallach Spellman, född 31 augusti 1995 i Manchester, är en brittisk skådespelare.
Spellman har bland annat medverkat i TV-serierna World on Fire, Better och White Lines.

## Filmografi (i urval)
- 2019–2023 – World on Fire (TV-serie)
- 2020 – White Lines (TV-serie)
- 2023 – Better (TV-serie)